# لاكام

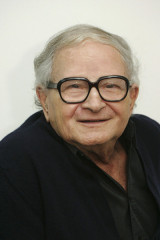

لاكام اختصارًا لعبارة (بالعبرية: הלשכה לקשרי מדע‏)، أي (مكتب العلاقات العلمية)، كانت وكالة استخبارات إسرائيلية برئاسة بنيامين بلومبرج (1957-1981)، ورافي إيتان (1981-1986). جمعت معلومات استخبارية علمية وتقنية في الخارج من مصادر مفتوحة وسرية على حد سواء، وخاصة بالنسبة للبرنامج النووي الإسرائيلي. حُلت في عام 1986 بعد اعتقال جوناثان بولارد بتهمة التجسس لصالح إسرائيل. كان بولارد موظفًا في المخابرات التابعة للبحرية الأمريكية في مركز الإنذار البحري لمكافحة الإرهاب في واشنطن العاصمة وقد تلقى أجرًا مقابل تسليم كميات كبيرة من الوثائق السرية لعملاء لاكام. أدين بولارد وحكم عليه بالسجن مدى الحياة.
لم تكن قضية بولارد رفيعة المستوى هي الحالة الإشكالية الوحيدة لـ لاكام في عام 1985. في كاليفورنيا، تم توجيه الاتهام إلى مهندس طيران أمريكي، ريتشارد كيلي سميث، رئيس شركة تسمى ميلكو، في نفس العام بتهريب أكثر من 800 مفتاح كريترون (مكون يستخدم في الأسلحة النووية) إلى إسرائيل دون الحصول على ترخيص تصدير ذخائر وزارة الخارجية الأمريكية المطلوب.. قبل المحاكمة مباشرة، وفي مواجهة 105 سنوات محتملة في السجن، اختفى ريتشارد كيلي سميث وزوجته فجأة. بعد ستة عشر عامًا، تم اكتشافهم والقبض عليهم بينما كانوا يعيشون هاربين في ملقة، إسبانيا، وتم تسليمهم إلى الولايات المتحدة حيث أدين في القضية. تم إرسال مفاتيح كريترون التي تم شحنها بواسطة سميث إلى شركة إسرائيلية تسمى هلي تريدينج المحدودة، المملوكة لمنتج الفيلم الإسرائيلي البارز آرنون ميلكان. قبل مهنته البارزة في هوليوود، عمل السيد ميلشان لعقود كعامل لاكام، تحت القيادة المباشرة السيد الجاسوس لاكام بنجامين بلومبيج. أصبح من الواضح فيما بعد أن شركة ميلكو كانت بمثابة شركة لاكام فرونت للحصول على المعدات والتقنيات والمواد الحساسة للبرامج الإسرائيلية السرية المتعلقة بالدفاع، ولا سيما برنامجها النووي.
وأكدت الحكومة الإسرائيلية أن حادثة كريترون كانت خطأً بسيطًا من قبل «المصدر» ميلكو، وأن عملية بولارد كانت انحرافًا غير مصرح به عن سياستها بعدم القيام بالتجسس في الولايات المتحدة قبل اعترافها عام 1998 بالمسؤولية الإسرائيلية. في عام 1987 شكلت الحكومة الإسرائيلية لجنة للتحقيق في قضية بولارد، ووجدت أنه سيكون من مصلحة إسرائيل تحمل المسؤولية عن القضية. في عام 1987، عقب قضيتي بولارد وميلكو الصعبتين، قررت الحكومة الإسرائيلية حل ليكيم، الذي تم تكليف وظائفه بمدير أمن مؤسسة الدفاع، بإضافة معلومات استخبارية تقنية وعلمية إلى مسؤولياتها التي تشمل التحقيقات الداخلية لوزارة الدفاع.

## روابط خارجية
- Lekem من اتحاد العلماء الأمريكيين
- «تقرير لجنة التحقيق في قضية بولارد» من المكتبة الافتراضية اليهودية